# Pinanga limbangensis
Pinanga limbangensis är en enhjärtbladig växtart som beskrevs av Chong Keat Lim. Pinanga limbangensis ingår i släktet Pinanga och familjen Arecaceae. Inga underarter finns listade i Catalogue of Life.